# Chilský incident Václava Klause

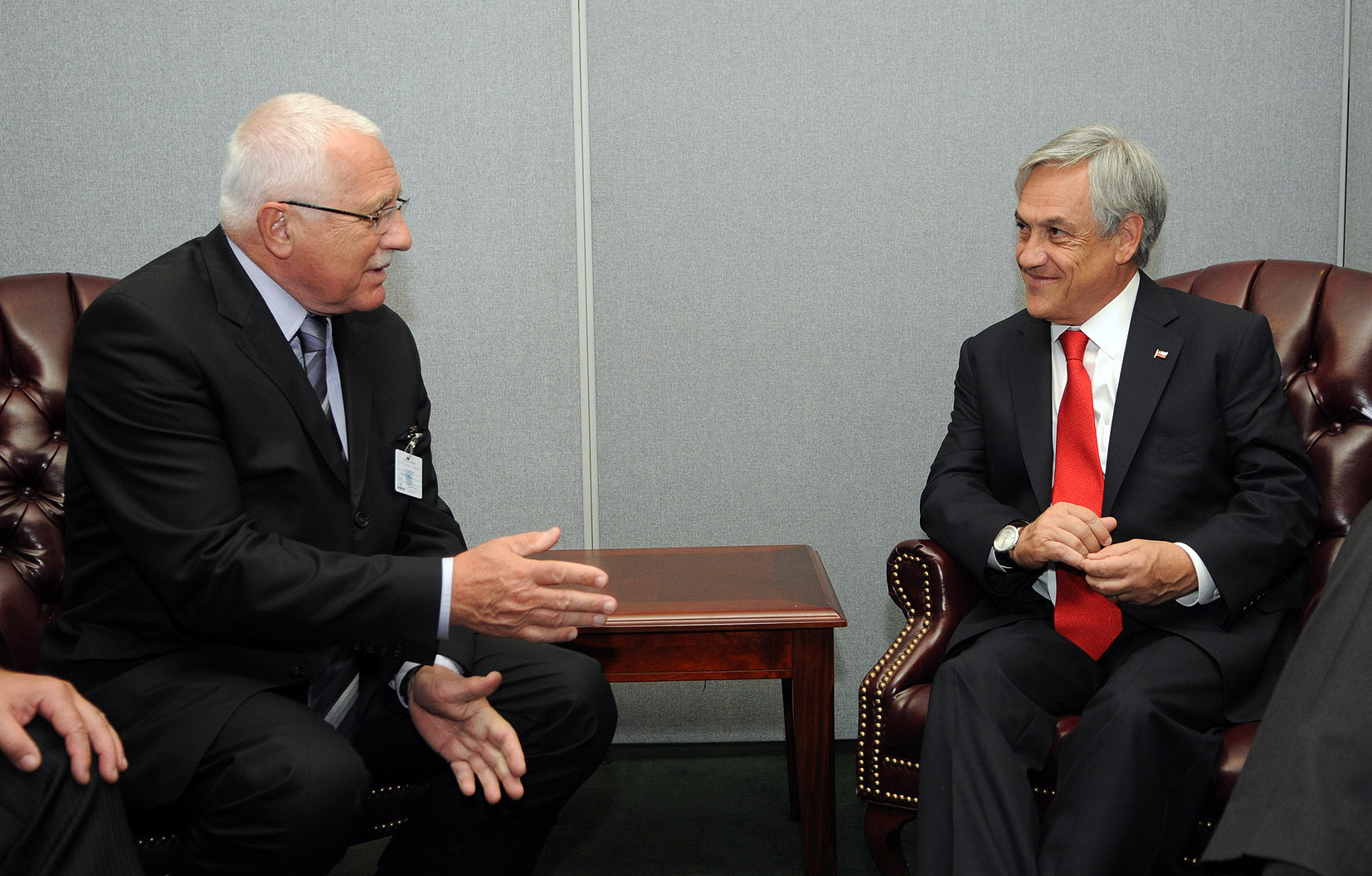
Václav Klaus a Sebastián Piñera v roce 2010

Chilský incident Václava Klause vznikl v důsledku uveřejnění a rozšíření filmového záznamu toho, jak prezident České republiky Václav Klaus během státní návštěvy v Chile 4. dubna 2011 přemístil protokolární pero z pouzdra na stole do kapsy svého saka. Komentovaný videozáznam této akce zveřejnila Česká televize 10. dubna 2011 na závěr publicistického pořadu 168 hodin a v následujících dnech si jako zábavná scénka získal zájem nejvýznamnějších médií a internetových komunit mnoha zemí; navíc rozpoutal i diskuse o protokolárních pravidlech a morálním profilu prezidenta či českého národa nebo dalších zúčastněných.

## Popis události
Během události seděl Václav Klaus vedle chilského prezidenta Sebastiána Piñery na tiskové konferenci v paláci La Moneda v Santiagu de Chile. Ministr zahraničí Karel Schwarzenberg předtím podepsal spolu se svým chilským protějškem Alfredem Morenem Charmem smlouvu o cestovním ruchu mezi Chile a Českou republikou protokolárním perem, které potom zůstalo ležet na stole před prezidentem Klausem. Ten pero během projevu chilského prezidenta vyňal z pouzdra, zálibně si je prohlédl a pravou rukou vsunul pod stůl, kde je uchopil levou rukou a vložil do levé kapsy. Poté vrátil obě ruce na stůl, zapnul si sako a začal se usmívat.
Videozáznam události zveřejnila 10. dubna 2011 Česká televize v publicistickém pořadu 168 hodin jako tradiční úsměvnou tečku, přičemž moderátorka Nora Fridrichová pouze v úvodním komentáři konstatovala, že se prezidentovi republiky při návštěvě Chile „mimo jiné zalíbilo i tamní protokolární pero“. V záznamu byl pohyb pera graficky zdůrazněn šipkou a celá událost byla podbarvena dramatickou hudbou (hudebním režisérem pořadu byl Václav Vaněček).
Podle chilského deníku La Cuarta mělo být pero použito pro podpis dohod ve třech oblastech významných v obou zemích (technologií, cestovního ruchu a využití nekonvenčních energií), ale v kapse Václava Klause skončilo ještě před podpisem těchto smluv.

## Spor o výjimečnost pera

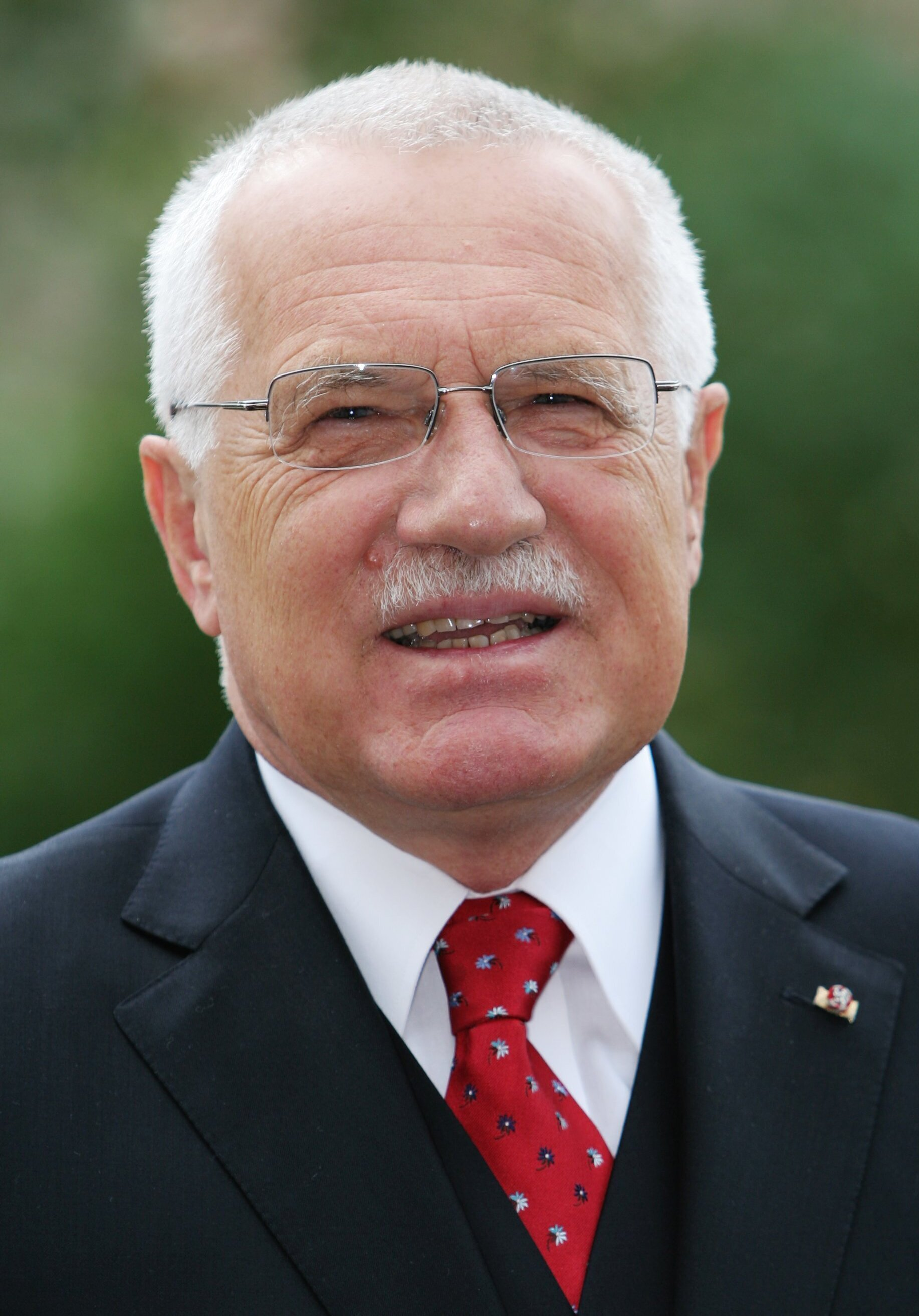
Vaclav Klaus, bývalý prezident České republiky

Václav Klaus v reakci na vysílaný záznam uvedl, že šlo o obyčejnou propisku, kterou si běžně návštěvníci různých akcí ponechávají. Jako příklad uvedl, že on sám má u sebe pero z říjnového summitu NATO a blok z lotyšského parlamentu. Podle mluvčího českého prezidenta Radima Ochvata šlo o běžné pero s logem státu či kanceláře, které dostávají členové delegací při státních návštěvách.
Deník Právo přinesl výrok Paoly Elbietové z tiskového oddělení chilského prezidentského paláce La Moneda, která uvedla, že šlo o umělecký výrobek z dílny chilských šperkařů, vyrobený z modrého polodrahokamu lapis lazuli, který se těží v chilských Andách, a vyzdobený rytinami. Podle chilského deníku La Cuarta šlo o výrobek v ceně 20 000 chilských pesos (zhruba 700 korun), který nenesl žádnou značku, jméno ani věnování, byl na něm pouze nápis República de Chile (Chilská republika). Pro cenové srovnání: prezidentský slib v roce 2008 podepisoval Václav Klaus perem, jehož cena byla odhadována na sto tisíc až jeden milion korun.
Podle mluvčí chilského prezidenta Constanzy Ceové jsou tato pera k dispozici a prezidentovi hosté si je mohou vzít.
Popularizátor společenské etikety Ladislav Špaček uvedl na svém blogu: „Tato pera jsou ‚spotřební‘, počítá se s tím, že si je hosté odnášejí, buď z praktických důvodů, nebo jako suvenýr. […] Je pravda, že prezident Klaus si pero bral trochu komicky. V tom je jediná příčina, proč video obíhá celý svět. Jako státník měl pero vzít s výrazem naprosté samozřejmosti a strčit si je okázale do kapsy, pak by nikoho nenapadlo, že něco není v pořádku.“

## Reakce vmédiích
Krátce po uvedení videozáznamu Českou televizí se klip objevil v mnoha kopiích i na serveru YouTube, kde se stal jedním z nejsledovanějších videí. Například verzi s anglickými titulky zhlédlo během dvanácti dnů přes 4 800 000 diváků. Články o krádeži pera se v následujícím týdnu objevily v desítkách světových médií.
Například deník The Guardian v titulku napsal, že „Václav Klaus byl chycen, když ukradl pero na cestě v Chile“. Podle The Times „Známý excentrický politik byl natočen, jak si kradmo strčí protokolární pero do kapsy svého saka“. Rakouské noviny News spojily incident s rakouským synonymem pro krádež „böhmisch einkaufen“ (doslovně přeloženo jako nakupovat počesku).[ve zdroji nenalezeno] Událost zmínil i německý deník Bild.
Podle belgických novin Gazet van Antwerpen se do podobné situace dostal také francouzský prezident Nicolas Sarkozy, kterému se během návštěvy Rumunska také zalíbilo protokolární pero. Sarkozy se však předem zeptal, jestli si ho může nechat.
Časopis Reflex na svých stránkách v rubrice „Do živého s Petrem Holcem“ vydal satirický článek, ve kterém se píše, že se Václav Klaus přiznal, že trpí kleptomanií. Slovenská televizní stanice JOJ nadsázku neodhalila a uvedla v hlavní večerní zpravodajské relaci, že se V. Klaus přiznal k tomu, že trpí kleptomanií, a že podstoupí léčení. JOJ druhý den v hlavní relaci chybu uznala a omluvila se.
V dalším díle (17. dubna) pořadu 168 hodin, kde byla nahrávka incidentu poprvé uveřejněna, byla odvysílána reportáž Prezident Klaus – momentálně nejslavnější Čech světa, která v přibližně pěti a půl minutách shrnula dosavadní vývoj fenoménu a nabídla vyjádření tvůrců nahrávky.
Server iDnes.cz 23. dubna 2011 zveřejnil v rubrice Ekonomika článek, v němž vypočítává úspěchy, jichž video v nejrůznějších médiích dosáhlo, a shrnuje, že jde o nejmasivnější kampaň pro Českou republiku od sametové revoluce, jejíž sledovanost mnohonásobně převyšuje oficiální propagační kampaně. Z ceny reklamy ve významných médiích a z faktu, že propagace ve zpravodajství je mnohem účinnější než klasická reklama, pak autoři článku vyvozují, že zájem o českého prezidenta vygeneroval hodnotu v řádech desítek milionů dolarů. Mluvčí agentury CzechTourism však uvedl, že daleko více než reklamy země se dopad týká samotného pana prezidenta a že dopad na turismus bude nulový nebo minimální. Kreativní ředitel jiné reklamní agentury k tomu řekl, že ve světě se nad videem nevedou diskuse kradl-nekradl, ale lidé se jím baví, což je pozitivní reklamní sdělení, jiní reklamní manažeři připouštějí, že může jít o problematický způsob zviditelnění se.

## Iniciativy a recese kincidentu
Na Facebooku vznikla iniciativa „Sbírka per pro pana prezidenta!!!“, jejíž autoři se rozhodli poslat 2. května 2011 na prezidentovu adresu pera a jiné psací potřeby, a ke které se během dvou dnů přihlásilo přes pět tisíc uživatelů.
V reakci na krádež pera napsal český hudebník Rudolf Brančovský píseň Klaus ukradl propisku, kterou zhudebnil se svou kapelou Poletíme?. Refrén začíná „Santa Claus dnes dárky odnáší“, Klausovi je v nadsázce připisováno ukradení všeho, co hledáme, postrádáme či nemáme („ukradl i sluníčko, protože nesvítí“, „chybí mi jedna ponožka, Klaus musel tu býti“) a pokračuje zamyšlení na téma „proč nám ty věci krade…, když vlastně vůbec nic Václav nemá rád“. Americký komik Jay Leno vystoupil se sestříhanou parodií záznamu, v níž komik sedící na místě chilského prezidenta ze stolu bez zábran krade a schovává mikrofon, vlaječky i sklenici s vodou.
Dne 16. dubna 2011 ve 14 hodin, v době, kdy prezident Klaus prodléval s přijetím demise a návrhu na odvolání ministrů, vyrazili aktivisté iniciativy ProAlt představující Nečasovu vládu, symbolizovanou kresbami či fotografiemi nesenými před obličejem, spolu s desítkami dalších lidí z pražského Klárova kolem úřadu vlády, senátu a poslanecké sněmovny na Hrad, hradní stráž je však nevpustila na nádvoří. Představitelé ministrů před úřadem vlády vysvětlovali důvody, proč musí rezignovat. Na Hradčanské náměstí dopravili obří pero s nápisem „Chilské pero“, s nímž pak hromadně podepsali svou demisi. Na Hrad je prý dopravili kvůli tomu, že prezident Václav Klaus „miluje pera všeho druhu“.
Hudební uskupení Miloše Pokorného a Romana Ondráčka nazvané Těžkej Pokondr vydalo na nápěv skladby „Live Is Life“ rakouské skupiny Opus píseň „Prejs to čmajz“ s vlastním textem věnující se chilskému Klausovu incidentu.
Při státní návštěvě maďarského prezidenta Pála Schmitta 21. dubna 2011 v Praze skupina recesistek zorganizovala fingované zatčení V. Klause chilskou policií.
Během tiskové konference k filmu Zachraňte pana Bankse uvolnil Tom Hanks atmosféru žertem, když zparodoval chilský incident a okatě si strčil do saka na stole ležící iPad.